# Вопрос существования Бога
Существова́ние Бо́га или множественных божеств является предметом споров в философии религии и теологии. Широкий спектр аргументов за и против существования Бога или божеств принадлежат к категориям логических, эмпирических, метафизических, субъективных или научных. В философии вопрос о существовании Бога относится к дисциплинам эпистемологии (изучение природы и сферы знания), онтологии (изучение природы бытия или существования) и теории ценности (поскольку некоторые определения Бога включают понятие «совершенство»).
Попытки доказать существование Бога, которые хотя бы частично основаны на эмпирических наблюдениях и логике, принято называть доказательствами бытия Божия. Их можно разделить на четыре крупные группы — метафизические, эмпирические, логические и субъективные.
В западной философской традиции вопрос о существовании Бога поставили ещё Платон и Аристотель, которые выдвинули аргументы в пользу бытия существа, ответственного за формирование вселенной, называемого демиургом или перводвигателем, которые позднее были бы отнесены к категории космологических аргументов. Ансельм Кентерберийский сформулировал первый онтологический аргумент; Фома Аквинский представил свою версию космологического аргумента (первый путь); Рене Декарт утверждал, что идея о Боге как всесовершенном существует вечно и не могла сформироваться в результате чисто мыслительной деятельности человека от впечатлений внешнего мира, а следовательно — источник её принадлежит самому Богу; Жан Кальвин ввёл аргумент sensus divinitatis (чувство Бога), который даёт каждому человеку знание о существовании Бога. Ряд исламских философов также разрабатывал аргументы в пользу существования Бога. Аверроэс выдвинул аргументы под влиянием концепции Аристотеля о перводвигателе; Аль-Газали и Аль-Кинди представили аргументацию, позже названную космологический аргумент Калама; Авиценна представил доказательство правдивости; Аль-Фараби выдвинул неоплатонические аргументы. Некоторые религии, такие как джайнизм, отвергают идею бога-творца.
Теизм, утверждение о том, что Бог существует, является доминирующей точкой зрения среди философов религии. В опросе PhilPapers 2020 года 69,5 % философов религии заявили, что они принимают или склоняются к теизму, в то время как 19,86 % заявили, что принимают или склоняются к атеизму. Ряд известных современных философов религии отстаивали теизм, включая Элвина Плантингу, Юджина Нагасаву, Джона Хика, Ричарда Суинбёрна и Уильяма Лейна Крейга.
В рамках философии религии атеизм утверждает, что Бога не существует. Ряд философов выдвигали аргументы против существования Бога, включая Дэвида Юма, Людвига Фейербаха и Бертрана Рассела. В число современных философов религии, стоявших на позиции атеизма входят Грэм Оппи, Пол Дрейпер, Квентин Смит, Джон Л. Маки и Джон Л. Шелленберг.
Распространённый аргумент о большом числе верующих учёных опровергают результаты опросов, проводимых с начала XX века, согласно которым процент верующих учёных не только низок, но и сокращается с течением времени. Абсолютное большинство опрошенных американских (1996, 1998) и британских (2013) учёных выразили неверие или сомнение в существовании Бога.
С научной точки зрения, гипотеза о существовании Бога (и связанных с ним понятий душа, дух, рай, ад и т. д.) не отвечает критерию Поппера, так как не имеется и не предполагается возможности проверки этого научным методом. Как следствие, любые рассуждения о его существовании не являются строго научными. Научная картина мира не требует наличия Бога в качестве объяснительной гипотезы; научные теории рассматриваются учёными как объясняющие мир лучше, чем данная гипотеза.

## Вопрос о научном познании
Существуют различные подходы к вопросу о возможности познания сверхъестественного, в том числе Бога, методами науки. Согласно одному подходу (отражённому, в частности, в заявлении Национальной академии наук США), наука имеет дело только с теми вопросами, которые касаются естественных явлений, тогда как всё сверхъестественное относится к сфере религии. Сверхъестественные сущности не являются частью природы, они не могут быть изучены наукой. Естественные процессы в принципе воспроизводимы и, следовательно, могут быть независимо проверены исследователями. Если предполагается существование сил, которые находятся вне природы, у учёных нет возможности ни подтвердить, ни опровергнуть эти объяснения. Наука и религия имеют дело с разными мирами, поэтому наука не может иметь весомого, обоснованного мнения о религии и сфере сверхъестественного. Представители многих «прогрессивных» конфессий высказывались в подобном ключе. По мнению философа науки Роберта Пеннока, «[если бы] мы могли применить естественные знания к пониманию сверхъестественных сил, то эти силы по определению не были бы сверхъестественными». Согласно Оксфордскому словарю английского языка, сверхъестественное это «принадлежащее сфере или системе, которая выходит за рамки природы, как божественные, волшебные или призрачные существа; приписываемое некоей силе, не допускающей научного толкования или выходящей за рамки законов природы, а также проявление этой силы; оккультное, паранормальное».
Согласно другому подходу, наука вполне способна к проверке сверхъестественного. Согласно верующим в сверхъестественное, эта сфера оказывает влияние на естественный мир (идея влияния сверхъестественного на наш мир и является сутью религии); следовательно это влияние может быть предметом научной проверки; биолог Джерри Койн пишет, что наука не раз осуществляла такую проверку, исследовала «свидетельства» о сверхъестественном, и могла бы обнаружить какие-то доказательства, но не обнаружила. Так, различные научные исследования, посвящённые влиянию молитвы, не дали положительных результатов. Попытки демонстрации паранормальных явлений также не удались — в представлениях, касающихся медицины, где речь идёт о нетрадиционных методах «лечения» (целительные прикосновения, вдыхание цветочных ароматов, применение магнитов и др.), так и в других областях, включая экстрасенсорное восприятие, телекинез, память о прошлой жизни. Наука и более простые исследования открыли естественные причины большого числа «чудес». Если же речь идёт о чём-то, совершенно не проявляющемся и не способном проявиться, то нет оснований предполагать его существование.
Наука к настоящему времени не выяснила, насколько вероятно стечение обстоятельств, которое привело к появлению жизни, но существенно продвинулась в этом направлении и показала, что для возникновения жизни не требуется сверхъестественных сил. Ряд форм креационизма, представлений о сотворении мира Богом, противоречит не только современной биологии, но и физике, геологии и исторической науке, например идея части креационистов, что Земля существует около 6 тысяч лет, основанная на буквальной трактовке Библии. Другие формы креационизма, согласно которым именно человек появился в результате божественного вмешательства, также противоречат не только эволюционной биологии, но и ряду других научных дисциплин.
Верующие в сверхъестественное, в том числе Бога, претендуют на знание чего-то в принципе не доступного для науки, что представляет собой необоснованное утверждение.
Питер Эткинс писал, что вопреки мнению, согласно которому сфера науки ограничена «физическим миром», а религия имеет дело с «духовным», в рамках научного атеизма также считается, что сферой науки является физический мир, но другой разновидности мира не существует, а «духовное» — это иллюзия, порожденная физически существующим человеческим мозгом.
Для доказательства существования сверхъестественного часто используется неверное представление о критерии правильности вывода. От науки сторонники существования сверхъестественного требуют абсолютных доказательств и строгих формулировок наподобие математических теорем. Отсутствие таких абсолютных математически точных доказательств интерпретируется ими как подтверждение их взглядов: нельзя доказать, что Бога нет, значит он есть; либо делается вывод, что альтернативы должны рассматриваться равноценно. В математике действительно нечто может быть или доказанным, или недоказанным, промежуточных состояний не существует. Однако в реальности те или иные утверждения всегда присутствуют с промежуточной степенью достоверности. С очень высокой практической достоверностью доказать или опровергнуть что-либо возможно. Обоснованность вывода увеличивается с увеличением числа фактов и установления их систематической согласованности. Интерпретации, которые никак не стыкуются с остальной массой хорошо установленных знаний, не обладают предсказательной силы, то есть являются ошибочными. В этом положении соединяются требования научной методологии о необходимости согласования знаний и принцип бритвы Оккама. Бритва Оккама отсекает представления о реальности божественного. Наука никогда не использует в качестве инструмента сверхъестественное, бога или мистику.
Парламентская ассамблея Совета Европы (ПАСЕ) 4 октября 2007 года выпустила резолюцию «Опасность креационизма в образовании» в которой постановила, что «креационизм во всех его формах, таких как „разумный замысел“ или „высший разум“, не является научной дисциплиной и не подлежит научному изучению в европейских школах наряду с теорией эволюции или даже вместо неё». В данной резолюции депутаты ПАСЕ призвали правительства 47 стран Совета Европы «решительно воспротивиться» преподаванию креационизма как научной дисциплины.

## Аргументы в пользу существования Бога

### «Бог белых пятен»
Доказательство существования Бога, основанное на противоречиях в научных или правдоподобных естественных объяснениях.

### Доказательство от степени совершенства (нравственный)
В нашей совести существует безусловное требование нравственного закона. Нравственность — от Бога.

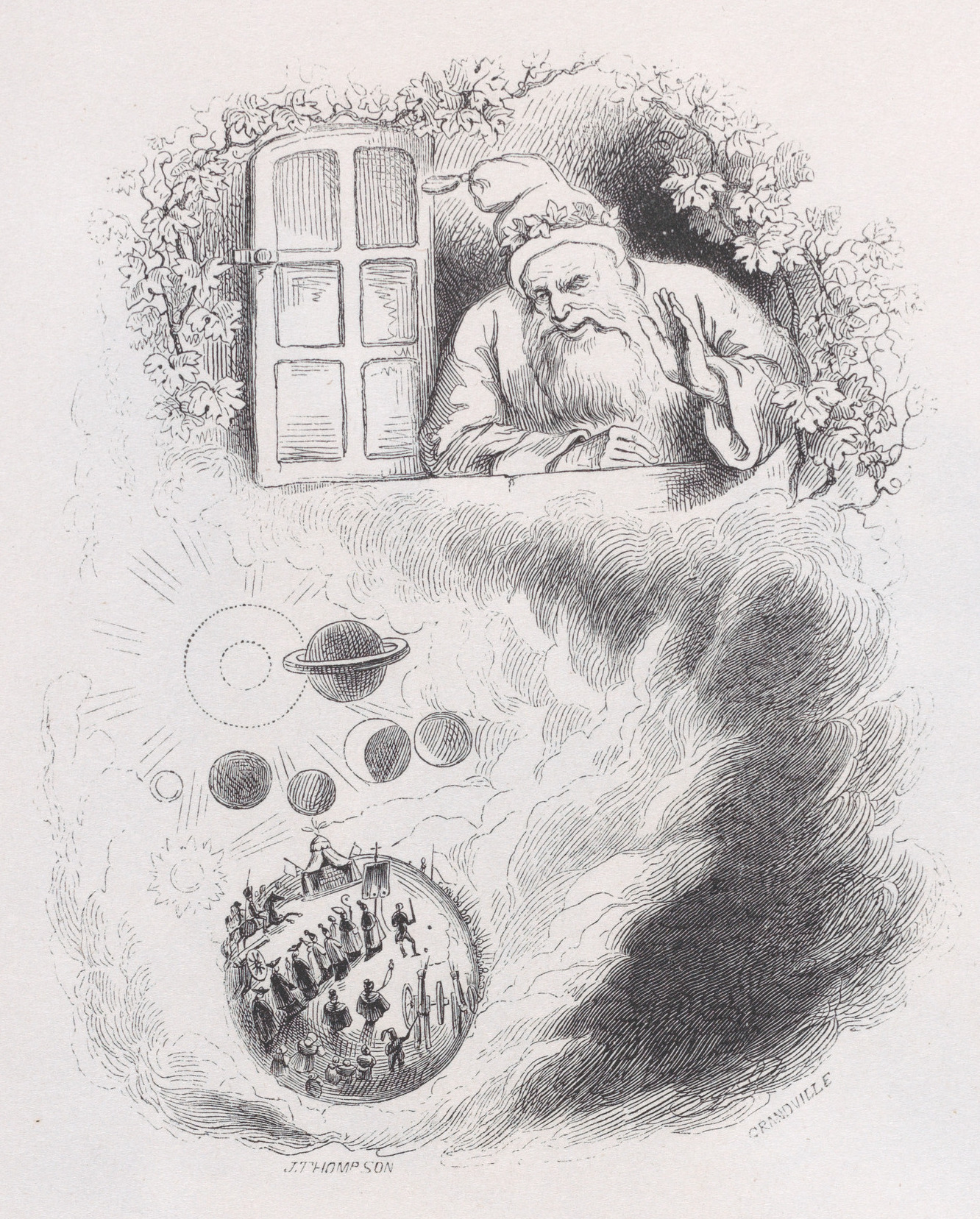
Добрый Бог, Жан Гранвиль, 1836

Из наблюдения о том, что большинство людей следует некоторым моральным законам, то есть осознаёт, что есть хорошо, а что — плохо, делается вывод о существовании объективной нравственности, но, поскольку хорошие люди тоже совершают дурные поступки, а плохие люди способны и на добрые, необходим не зависящий от человека источник морали. Заключается, что источником объективной нравственности может быть только высшее существо, то есть Бог.
То, что в человеке присутствует нравственный закон — совесть (который отличается от земных законов только большей точностью и неумолимостью) — и внутреннее убеждение в необходимости конечного торжества справедливости, указывает на существование законодателя. Мучения совести иногда приводят к тому, что преступник, имея возможность навсегда скрыть своё преступление, приходит и объявляет о себе.

### Космологический
Всё должно иметь причину. Цепочка причин не может быть бесконечной, должна быть самая первая причина. Первопричину всего некоторые называют Бог.
Встречается, отчасти, уже у Аристотеля, который разграничил понятия о бытии случайном и необходимом, условном и безусловном, и заявлял о необходимости признания в ряду относительных причин — первого начала всякого действия в мире.
Космологический аргумент выдвигали Платон, Аристотель, Фома Аквинский, Рене Декарт, Готфрид Лейбниц, Джон Локк и др.

### Онтологический
Совершеннее то, что существует и в представлении, и в действительности.
Из присущего человеческому сознанию понятия о Боге заключает о реальном существовании Бога. Бог представляется существом всесовершенным. Но представлять Бога всесовершенным и приписывать ему бытие только в человеческом представлении — значит противоречить собственному представлению о всесовершенстве существа Божия, потому что совершеннее то, что существует и в представлении и в действительности, нежели то, что существует в одном только представлении. Таким образом, нужно заключить, что Бог как существо, представляемое всесовершенным, имеет бытие не в одном только нашем представлении, но и в действительности. То же самое Ансельм выразил и в таком ещё виде: Бог по идее есть существо всереальное, совокупность всех реальностей; бытие относится к числу реальностей; поэтому необходимо признать, что Бог существует.

### Психологический
Основная мысль этого аргумента была высказана ещё блаженным Августином и развита Декартом. Суть его состоит в предположении, что идея о Боге как всесовершенном существе существует вечно и не могла сформироваться в результате чисто мыслительной деятельности человека (его психики) от впечатлений внешнего мира, а следовательно — источник её принадлежит самому Богу.
Похожую мысль высказывал ранее Цицерон, который писал:

Когда мы взираем на небо, когда созерцаем небесные явления, разве не становится вполне ясным, вполне очевидным, что есть некое божество превосходнейшего ума, которое всем этим управляет?<…> Если кто в этом сомневается, то я не понимаю, почему он не сомневается также, есть солнце или его нет! Чем одно очевиднее другого? Если бы это не содержалось в наших душах, как познанное или усвоенное, то не осталось бы оно столь устойчиво, не подтверждалось бы с течением времени, не могло бы так укорениться со сменой столетий и поколений людей. Видим же мы, что другие мнения, ложные и пустые, с течением времени исчезли. Кто, например, теперь думает, что существовали гиппокентавр или химера? Найдётся ли столь выжившая из ума старуха, что теперь боялась бы тех чудовищ подземного царства, в которых некогда тоже верили? Ибо ложные вымыслы время уничтожает, а суждения природы — подтверждает.

Этот аргумент составляет некоторое дополнение к историческому аргументу.

### Исторический
Данный аргумент исходит из представления о том, что не существует ни одного безрелигиозного государства, и предлагался в основном во времена, когда действительно не существовало государств с подавляющим большинством неверующих граждан.

Возможные формулировки данного аргумента следующие:
«Нет народа без религии, значит, религиозное почитание естественно для человека. Значит, есть Божество». 
«Всеобщность веры в Бога была известна ещё со времен Аристотеля, величайшего греческого учёного… И теперь, когда учёным известны все без исключения народы, населявшие и населяющие нашу землю, подтвердилось, что все народы имеют свои религиозные верования, молитвы, храмы и жертвоприношения. „Этнография не знает безрелигиозных народов“, говорит немецкий географ и путешественник Ратцель».
Древнеримский писатель Цицерон также говорил: «Всем людям всех народов, в общем, известно, что есть боги, ибо это знание у всех врождённое и как бы запечатлённое в душе».
По словам Плутарха: «Обойди все страны, и ты можешь найти города без стен, без письменности, без правителей, без дворцов, без богатств, без монет, но никто не видел ещё города, лишённого храмов и богов, города, в котором бы не воссылались молитвы, не клялись именем божества».
«То, что человек тянется к Богу, испытывает нужду в религиозном поклонении, указывает на то, что Божество действительно есть; то, что не существует, не притягивает. Ф. Верфель говорил: „Жажда — лучшее доказательство существования воды“».

### Религиозно-опытный
Различные явления, рассматриваемые как чудеса, представлены как непосредственные доказательства бытия Бога. Однако эти свидетельства не имеют научных подтверждений.
- Христологический аргумент[англ.]: различные артефакты, связанные с земной жизнью Иисуса Христа (в основном, реликвии Страстей),
- Изгнание бесов — по существующему мнению, свидетельствует о существовании как бесов, так и Бога[30].
- Мощи святых. Почитание мощей ведёт начало с первых веков христианской истории. Они сохраняются и почитаются с нравственно-назидательными и литургическими целями (см. Литургическое значение мощей) и, по учению христианской церкви, являются носителями благодатных сил, которые могут подаваться Богом верующим через останки святых.
- Околосмертные переживания — некоторые люди, пережившие клиническую смерть, рассказывают, что видели умерших родственников, парили над своим физическим телом или испытывали иные сверхъестественные переживания. Такие свидетельства считаются верующими доказательством бессмертия души и существования загробного мира[31][32].
- Схождение Благодатного огня — многими верующими принимается за чудо[33][34], то есть непосредственное проявление сверхъестественного в природе (по их представлению, огонь возникает не вследствие умышленного зажжения лампады человеком или по причине специально созданных условий для самовозгорания, а непосредственно силами Бога, в доказательство чему приводят «всполохи голубоватого света», фиксируемые на протяжении веков[35]).

## Критика аргументов в пользу существования Бога

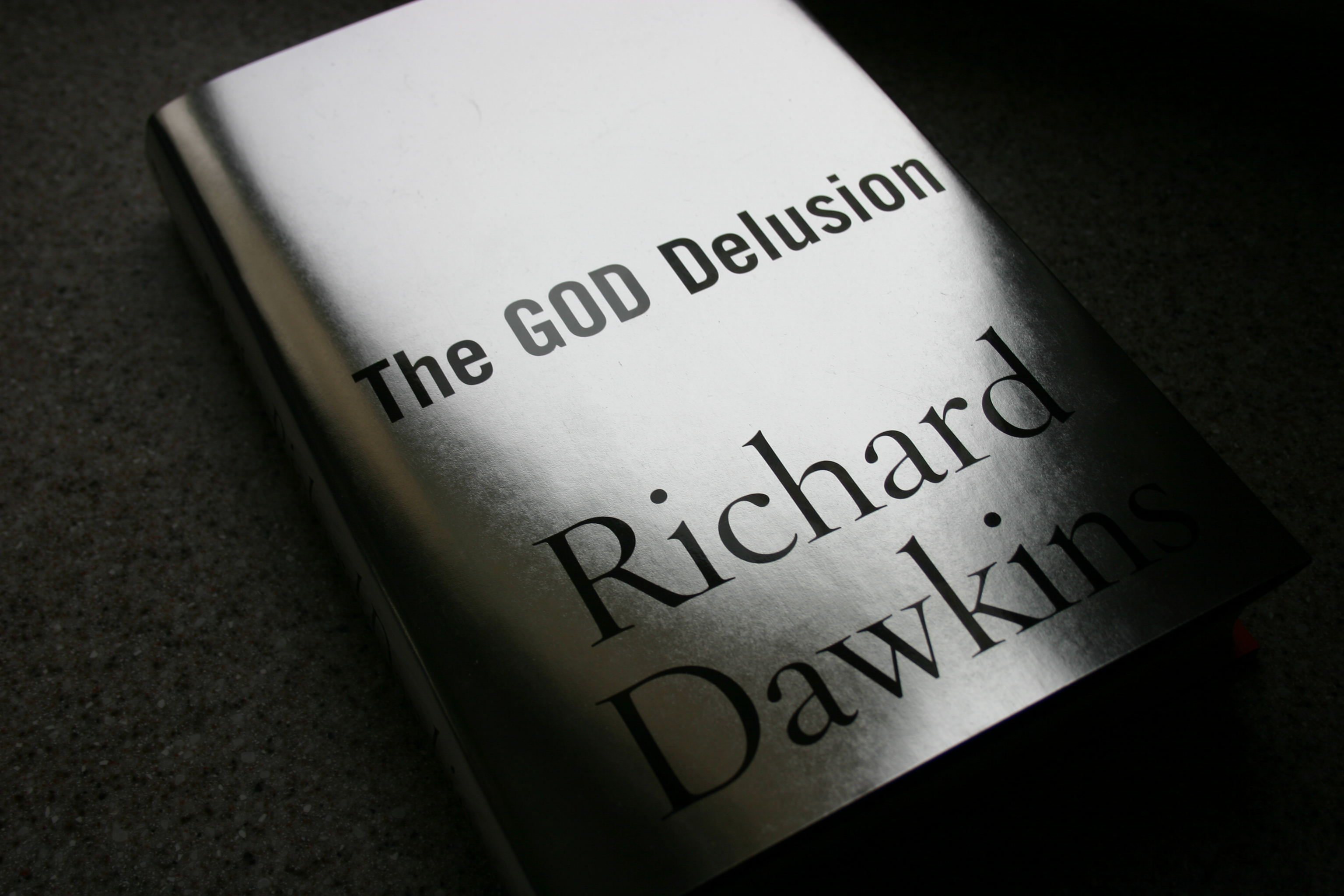
Ричард Докинз, «Бог как иллюзия»

### Доказательство от степени совершенства (нравственный)
В книге «Бог как иллюзия» критик религии этолог Ричард Докинз пишет:

Это называется доказательством? Почему бы тогда не сказать, что все люди пахнут с разной силой, но сравнить степень источаемого ими аромата можно только по отношению к совершенному образцу, обладающему абсолютной пахучестью. Поэтому должен существовать несравненный, превосходящий всё известное вонючка, и мы называем его богом. Приглашаю вас заменить моё сравнение на любое другое и получить не менее бессмысленное заключение.
Оригинальный текст (англ.)That’s an argument? You might as well say, people vary in smelliness but we can make the comparison only by reference to a perfect maximum of conceivable smelliness. Therefore there must exist a pre-eminently peerless stinker, and we call him God. Or substitute any dimension of comparison you like, and derive an equally fatuous conclusion.
— Р. Докинз, «Бог как иллюзия»

### Онтологический

#### Критика Гаунилона из Мармутье («остров в море»)
Монах Гаунилон из Мармутье, современник Ансельма Кентерберийского, построил в книге «В защиту безумца» своё опровержение, схожее по логике с онтологическим аргументом в формулировке Ансельма. Его аргумент выглядит так:
1. Представим себе некий остров в море, полный богатств и удовольствий, прекраснее, чем все другие острова.
2. Если он существует в реальности, то он ещё более прекрасен, чем в представлении.
3. Если этого острова не существует, то можно представить ещё более прекрасный остров.
4. Следовательно, наипрекраснейший остров существует.

Таким образом, Гаунилон, следуя логике Ансельма, вывел из представления о существовании острова абсурдное положение о существовании этого острова в реальности. Отвечая на критику, Ансельм прокомментировал умопостроения Гаунилона в следующем духе: остров может быть лишь прекраснее других островов, но не абсолютно прекрасен; свойства абсолюта присущи лишь Богу.

#### Бертран Рассел об онтологическом аргументе
Спустя много времени после того, как Бертран Рассел осознал онтологический аргумент, в 1946 году он написал:

На самом деле вопрос стоит так: имеется ли что-либо, о чём мы можем помыслить, что в силу того, что оно присутствует в нашем разуме, безусловно существует вне нашего разума? Каждому философу хочется ответить утвердительно, потому что задача философа — узнавать о мире методом размышления, а не наблюдения. Если правильный ответ — положительный, то между помыслами и реальным миром существует мост. Если нет — то нет.
Оригинальный текст (англ.)The real question is: Is there anything we can think of which, by the mere fact that we can think of it, is shown to exist outside our thought? Every philosopher would like to say yes, because a philosopher’s job is to find out things about the world by thinking rather than observing. If yes is the right answer, there is a bridge from pure thought to things; if not, not.
— Б. Рассел. «История западной философии»

#### Критика Нормана Малколма
Американский философ Норман Малколм говорит об онтологическом доказательстве так:
«Утверждение, что бытие является совершенством, исключительно странно. Заявление о том, что мой будущий дом будет лучше с утеплением, чем без него, — разумно и справедливо; но какой смысл имеет утверждение, что он будет лучше, если он будет существовать, чем если его не будет?»

### Космологический
Космологический аргумент в некотором смысле может рассматриваться в качестве рассуждения в пределах возникшего внутри мифологии спора на тему разных возможностей соотношения бога и космоса.

#### Критика космологического аргумента
По своей природе аргумент первопричины ничем не отличается от воззрения того индуса, который считал, что мир покоится на слоне, а слон — на черепахе; когда же индуса спрашивали: «А на чём же держится черепаха?» — тот отвечал: «Давайте поговорим о чём-нибудь другом». И впрямь, аргумент первопричины ничуть не лучше ответа, данного индусом. Ведь нет никаких оснований считать, что мир не мог возникнуть без причины; с другой стороны, нет никаких оснований считать, что мир не мог существовать вечно. Нет никаких оснований предполагать, что мир вообще имел начало. Представление о том, что вещи обязательно должны иметь начало, в действительности обязано убожеству нашего воображения. Поэтому, пожалуй, мне нет нужды более тратить время на разбор аргумента первопричины…
Оригинальный текст (англ.)It is exactly of the same nature as the Hindu’s view, that the world rested upon an elephant and the elephant rested upon a tortoise; and when they said, “How about the tortoise?” the Indian said, “Suppose we change the subject.” The argument is really no better than that. There is no reason why the world could not have come into being without a cause; nor, on the other hand, is there any reason why it should not have always existed. There is no reason to suppose that the world had a beginning at all. The idea that things must have a beginning is really due to the poverty of our imagination. Therefore, perhaps, I need not waste any more time upon the argument about the First Cause.
— Б. Рассел. «Почему я не христианин»
В приведенной цитате Бертран Рассел поднял две очень важные проблемы с космологическим аргументом: 1) может ли мир не иметь причины; 2) может ли мир не иметь начала?

##### Критика универсальности принципа причинности

###### Проблема индукции
В посылке космологического аргумента утверждается, что всякая вещь во вселенной имеет причину вне себя. В своей критике принципа причинности известный философ Дэвид Юм подчеркнул, что эта посылка является заключением по индукции и не может быть верной a priori (проблема индукции). Рассматривая проблему индукции, другой великий философ Карл Поппер писал: «любое заключение, выведенное таким образом, всегда может оказаться ложным. Сколько бы примеров появления белых лебедей мы ни наблюдали, все это не оправдывает заключения: „Все лебеди белые“».

###### Ошибка суммирования
Многие философы усматривают здесь ошибку суммирования, ошибочное допущение, согласно которому то, что правильно для частного, неизбежно правильно также и для целого. Рассел иллюстрирует эту ошибку следующей аналогией: «у каждого человека, который существует, есть мать, и <…> следовательно, у всего человечества должна быть мать. Очевидно, что у человечества нет матери — это логически несообразно».
Известный австралийский философ Джон Мэкки подчеркивал, что даже если принцип причинности применим и к событиям в мире, мы не можем экстраполировать это на то, как устроен мир в целом.

###### Беспричинные явления
Утверждения о наличии беспричинных явлений также выдвигались рядом крупных ученых. Например, американский физик, специалист в области астрофизики и космологии Лоуренс Краусс, английский физик-теоретик Стивен Хокинг и американский философ Майкл Мартин с опорой на работы известных физиков приводят в качестве одного из примеров беспричинных явлений квантовые флуктуации.
Известный американский астроном, специалист в области физики элементарных частиц и философ Виктор Стенджер в своей книге опровергает критику христианского философа Уильяма Лэйна Крейга:

Мы не наблюдаем очевидных причин у физических событий на атомном и субатомном уровне. Например, когда атом в возбуждённом состоянии переходит на более низкий уровень и испускает фотон, частицу света, мы не находим причину этого события. Точно так же, никакая причина не очевидна при распаде радиоактивного ядра.
Крэйг ответил, что квантовые события всё равно имеют причину, только «непредопределяющую». Он называет свою концепцию «вероятностной причинностью». В сущности, Крэйг тем самым признает, что «причинность» в первой посылке аргумента может быть случайной, спонтанной и непредопределеляющей. Допуская какую-либо «непредопределяющую причинность», он полностью разрушает свою защиту в отношении неслучайного (предопределённого) акта сотворения.
У нас есть весьма успешная теория вероятностных причин в квантовой механике. Нельзя предсказать, когда произойдет данное событие, и, действительно, предполагается, что отдельные события не предопределены. Единственное исключение происходит в интерпретации квантовой механики, предложенной Дэвидом Бомом. Это предполагает существование ещё не известных науке субквантовых сил. В то время как эта интерпретация имеет несколько сторонников, она не является общепринятой, поскольку она требует сверхсветовые связи, которые нарушают принципы специальной теории относительности. Ещё более важно, никаких доказательств субквантовых сил не было найдено.
Вместо того, чтобы предсказывать отдельные события, квантовая механика используется для прогнозирования статистического распределения результатов совокупностей подобных событий. Это можно сделать с высокой точностью. Например, квантовый расчёт покажет вам, сколько ядер в большой выборке распадётся по истечении заданного времени. Или можно предсказать интенсивность света из группы возбуждённых атомов, которая является мерой общего числа испускаемых фотонов. Но ни квантовая механика, ни любая другая существующая теория, в том числе Дэвида Бома, не может что-либо сказать о поведении отдельного ядра или атома. Фотоны, излучаемые в атомных переходах, начинают существовать спонтанно, как и частицы, выбрасываемые при радиации. Они появляются без предопределения, что разрушает первую посылку [космологического аргумента].
Оригинальный текст (англ.) Physical events at the atomic and subatomic level are observed to have no evident cause. For example, when an atom in an excited energy level drops to a lower level and emits a photon, a particle of light, we find no cause of that event. Similarly, no cause is evident in the decay of a radioactive nucleus.

Craig has retorted that quantum events are still “caused,” just caused in a nonpredetermined manner—what he calls “probabilistic causality.” In effect, Craig is thereby admitting that the “cause” in his first premise could be an accidental one, something spontaneous—something not predetermined. By allowing probabilistic cause, he destroys his own case for a predetermined creation.

We have a highly successful theory of probabilistic causes—quantum mechanics. It does not predict when a given event will occur and, indeed, assumes that individual events are not predetermined. The one exception occurs in the interpretation of quantum mechanics given by David Bohm. This assumes the existence of yet-undetected subquantum forces. While this interpretation has some supporters, it is not generally accepted because it requires superluminal connections that violate the principles of special relativity. More important, no evidence for subquantum forces has been found.

Instead of predicting individual events, quantum mechanics is used to predict the statistical distribution of outcomes of ensembles of similar events. This it can do with high precision. For example, a quantum calculation will tell you how many nuclei in a large sample will have decayed after a given time. Or you can predict the intensity of light from a group of excited atoms, which is a measure of the total number of photons emitted. But neither quantum mechanics nor any other existing theory—including Bohm’s—can say anything about the behavior of an individual nucleus or atom. The photons emitted in atomic transitions come into existence spontaneously, as do the particles emitted in nuclear radiation. By so appearing, without predetermination, they contradict the first premise.
— В. Стенджер «Бог: неудачная гипотеза»

##### Критика утверждения о том, что Вселенная имела начало
Вопрос Бертрана Рассела «Может ли мир не иметь начала?» также имеет под собой серьёзные основания. В настоящее время разрабатывается и до сих пор не опровергнута хаотическая теория инфляции, которая утверждает о бесконечной мультивселенной, хотя имеются и предположения для построения теории и без привлечения мультивселенной.

###### Безначальный ряд временных событий
Известный христианский философ Уильям Лэйн Крейг опровергает возможность существования безначального ряда временных событий следующим образом:
1. Реальная бесконечность существовать не может.
2. Безначальный ряд временных событий представляет собой реальную бесконечность.
3. Следовательно, безначальный ряд временных событий не может существовать.

Первую посылку он обосновывает следующим образом:
Допустим, что существует библиотека, содержащая реально бесконечное число книг. Представим себе, что книги в ней только двух цветов, чёрного и красного, и что они стоят на полках, чередуясь — чёрная, красная, чёрная, красная, и т. д. Если кто-то скажет нам, что число черных книг равно числу красных, мы, вероятно, не удивимся. Но поверим ли мы, если нам скажут, что число черных книг равно числу черных и красных книг вместе? Ведь в таком собрании мы обнаружим все черные книги плюс бесконечное число красных книг.Уильям Лэйн Крейг
Против этого выдвигался ряд возражений, например следующее: множество натуральных чисел имеет такую же мощность, как и множество квадратов натуральных чисел (1↔1, 2↔4, 3↔9, 4↔16…). Таким образом, как было подчеркнуто ещё Галилеем (в «Беседах о двух новых науках») если два бесконечных множества имеют одну и ту же мощность, но интуитивно одно кажется меньшим по отношению к другому, при сопоставлении двух множеств у вас всё равно никогда не закончатся элементы множеств (то есть для бесконечных множеств мощность множества может совпадать с мощностью своего собственного подмножества, например {\displaystyle |{\mathbb {N} }|=|\mathbb {Z} |}; более того, согласно теореме немецкого математика Дедекинда, множество бесконечно, если оно равномощно некоторому своему подмножеству, не совпадающему со всем множеством).

###### Противоречие второму закону термодинамики
Возражением христианских философов может являться утверждение о противоречии вселенной без начала второму началу термодинамики. При этом выдвигались множество возражений, например, что скорость энтропии также может варьироваться, в том числе допуская возможность существования бесконечного возраста вселенной. В циклической модели мультивселенной на основе модели бран (возникшей в рамках М-теории) Большой Взрыв и последующая космологическая эволюция периодически повторяется за счёт периодического столкновения бран. При этом, хотя полная энтропия внутри каждой вселенной (браны) всё время возрастает, вследствие бесконечного расширения трёхмерного пространства вселенной плотность энтропии уменьшается и к началу каждого следующего цикла достигает почти нулевого значения, то есть происходит полный возврат к начальному состоянию. Это обеспечивает механизм «сброса» энтропии в каждом цикле. Вследствие этого циклы могут продолжаться вечно как в направлении прошлого, так и в направлении будущего. Кроме того, предположение, что при вечном существовании Вселенной она должна была бы прийти во состояние «тепловой смерти» основывается на допущении, что существует максимальное, предельное значение энтропии. На самом же деле, по мере расширения Вселенной это предельное значение энтропии тоже всё время возрастает, что может позволить энтропии возрастать вечно, не достигая максимального значения. Как указывает физик Виктор Стенджер, в момент Большого Взрыва (то есть в планковское время) Вселенная уже находилась в состоянии максимальной энтропии. Но она была максимальной лишь для того объекта, которым являлась тогда Вселенная — для сферы планковских размеров. Но по сравнению с нынешним состоянием Вселенной то значение энтропии было очень малым. По мере расширения Вселенной увеличивалась и её максимальная возможная энтропия, и последней было куда увеличиваться ещё больше. Тот факт, что в момент Большого Взрыва энтропия Вселенной была максимальной, означает, что данное состояние вполне могло существовать вечно во времени в прошлом. Другой вариант заключается в том, что эволюция Вселенной (или вселенных) может каждый раз стремиться к состоянию с максимальной энтропией и, достигнув этого состояния, каким-либо образом порождать сферу планковских размеров (также обладающую максимальной для себя энтропией), после чего та переходит в стадию расширения и энтропия оказывается способной увеличиваться ещё больше — и этот цикл продолжается вечно.

###### Теорема Борда-Гута-Виленкина
Ещё одно возражение, высказанное христианским философом Уильямом Лэйном Крэйгом, состоит в том, что трое ученых (Борд, Гут и Виленкин) в 2003 году сформулировали теорему, согласно которой Вселенная должна иметь начало.
Известный американский астроном, специалист в области физики элементарных частиц и философ Виктор Стенджер приводит возражения против этого аргумента. Во-первых, он отмечает, что данная теорема основывается исключительно на классической общей теории относительности и не учитывает квантовую механику. В то же время известно, что при приближении к моменту гипотетического Большого взрыва и соответствующего уменьшения размеров Вселенной и увеличения её плотности квантовые эффекты (в том числе и в гравитации) должны играть всё большую роль. Кроме того, Стенджер пишет:

 Более позднее утверждение теологов о том, что Борд, Гут и Виленкин доказали, что Вселенная должна была иметь начало, также является ошибкой. Опять же, эта теорема была получена из общей теории относительности и поэтому неприменима к вопросу о происхождении [Вселенной]. Кроме того, она оспаривается другими авторами. Я спросил Виленкина лично, требуется ли [Вселенной] в его теореме начало. Он мне ответил по электронной почте: «Нет. Но она доказывает, что расширение Вселенной должно иметь начало. Вы можете „обойти“ теорему, предположив, что вселенная сжималась до определённого времени». Это именно то, что утверждают некоторые существующие модели происхождения несотворенной Вселенной.
Оригинальный текст (англ.)The more recent theological claim that Borde, Guth, and Vilenkin have proved that the universe had to have a beginning is also in error. Again, this theorem was derived from general relativity and so is inapplicable to the issue of origins. Furthermore, it is disputed by other authors. I asked Vilenkin personally if his theorem required a beginning. His e-mail reply: “No. But it proves that the expansion of the universe must have had a beginning. You can evade the theorem by postulating that the universe was contracting prior to some time.” This is exactly what a number of existing models for the uncreated origin of our universe do.
— Виктор Стенджер. "God and the Folly of Faith"
Комментируя вопрос начала Вселенной в своём письме Крэйгу сам Виленкин писал:

Вопрос, было ли у Вселенной начало, предполагает классическое пространство-время, в котором понятия времени и причинности могут быть определены. На очень малых масштабах времени и расстояния, квантовые флуктуации в структуре пространства-времени могут быть настолько большими, что эти классические представления становятся полностью неприменимы. Тогда у нас на самом деле нет языка для того, чтобы описать происходящее, потому что все наши физические концепции глубоко укоренены в концепциях пространства и времени.
<…>
Но если флуктуации не настолько дикие, чтобы аннулировать классическое пространство-время, БГВ-теорема неуязвима для любых возможных модификаций уравнений Эйнштейна, которые могут быть вызваны квантовыми эффектами.— 

###### Возражение на образование Вселенной из ничего
Однако если мир имеет начало существования, возникает резонный вопрос: почему есть что-то, а не ничего. Хотя американский физик, специалист в области астрофизики и космологии Лоуренс Краусс возражает против такой постановки вопроса и утверждает, что вопрос «почему?» предполагает цель, и корректным вопросом является «каким образом?».
Одним из возражений может быть следующее. Закон сохранения энергии предполагает, что общая энергия изолированной системы не может меняться. Не опровергнутая в настоящий момент гипотеза вселенной с нулевой энергией утверждает, что сумма энергии во вселенной равна нулю. Это единственный вид вселенной, который мог получиться из ничего, поскольку такая вселенная — уже в некотором смысле «ничто». Такая вселенная должна быть «плоской». На основании эмпирических данных установлено, что наша Вселенная является «плоской». Вероятность ошибки в этом заключении на основании эмпирических данных равна 0,4 %.

###### Критика с точки зрения теории относительности
Как утверждает известный американский философ Теодор Шик, вторая посылка каламического аргумента («Вселенная начала существовать») равносильна утверждению «Вселенная имеет начало во времени» и поэтому вступает в прямое противоречие с теорией относительности Эйнштейна, так как общая теория относительности утверждает, что время появилось вместе со Вселенной. Возражение на этот довод последовало со стороны астрофизика Росса. По мнению последнего, согласно Новому Завету (2 Тимофею 1:9, Титу 1:2), имеется высшее измерение времени, которое не зависимо от измерения времени Вселенной и предшествует ему. Теодор Шик считает, что обращение Росса к Библии является неоправданным, и прежде чем мы сможем принять Библию в качестве источника данных, нам нужны некоторые основания полагать, что это действительно источник данных.

###### Значение Большого взрыва в критике аргумента
Несмотря на то, что модель Большого взрыва не предполагает полного отсутствия чего-либо до того, как произошёл Большой взрыв (а только той вселенной, что мы знаем и способны изучать), в своей книге «Бог как иллюзия» критик религии этолог Ричард Докинз предлагает тем, кто нуждается в первопричине, Большой взрыв именно в качестве такой причины.
Известный астроном и космолог Беатрис Мюриэл Хилл Тинслей привела наглядный пример: «спрашивать, что произошло до Большого взрыва — это примерно как спрашивать, где север на Северном полюсе».
Тем не менее, некоторые космологи и физики стараются исследовать причины Большого взрыва с использованием таких сценариев, как столкновение бран.

##### Наличие причины у самой «первопричины»
Другим классическим возражением против космологического аргумента является вопрос «освобождения» Творца от необходимости наличия у него причины (см. цитату Б. Рассела в начале раздела). Такое «освобождение» необходимо для снятия проблемы бесконечной цепочки причин, поскольку постулирование бесконечной цепочки никак не отвечает на вопрос, откуда в этой цепочке взялось существование. Как заметил Лоуренс Краусс в своей книге «Вселенная из ничего»: «признание первопричины оставляет открытым вопрос: „Кто создал создателя?“. В конце концов, в чём разница между утверждением в пользу вечно существующего создателя по сравнению с вечно существующей Вселенной без создателя?».

#### Критика космологического аргумента Лейбница

###### Аналитический характер утверждения
Бертран Рассел в знаменитых дебатах с отцом-иезуитом Ф. Ч. Коплстоном оспаривал «аналитический» характер утверждения о существовании «необходимого существа» в интерпретации Лейбница: «…суждение о том, что нечто существует, никогда не может быть аналитическим. Предположим, например, что вы берете в качестве субъекта „существующий круглый квадрат“. Тогда суждение „существующий круглый квадрат существует“ будет похоже на аналитическое суждение. Однако круглого квадрата не существует»
. Аналогичной позиции придерживается и известный австралийский философ Джон Смарт.

###### Необходимое существо
Другой проблемой аргумента, по мнению Рассела, является использование ненужного термина «необходимое существо»:
Трудность с этим аргументом в том, что я не допускаю идеи необходимого существа и не допускаю, что имеет какой-либо смысл называть другие существа «зависимыми». Эти фразы ничего не означают для меня, они значимы только в логике, которую я отвергаю.Бертран Рассел. Существование бога.
Философ Бид Рандл не отвергает понятия «необходимого существования». По его мнению, материя — это «необходимое существование». Хотя она претерпевает изменения, её количество во Вселенной сохраняется. Это согласуется с законом сохранения массы и энергии, согласно которому вещество и энергия не исчезают, а превращаются друг в друга. Таким образом, существует не одно, но множество «необходимых существ», и все они внутри Вселенной.

###### Закон достаточного основания
Ещё одной проблемой аргумента, по мнению Рассела, является неясное различие между терминами «достаточное основание» и «причина»:
Рассел. Так что все вращается вокруг этого вопроса о достаточном основании, и я должен сказать, что вы не определили "достаточное основание" так, чтобы я мог понять, что это такое. Что вы имеете в виду под достаточным основанием? Вы имеете в виду причину?
Коплстон. Не обязательно. Причина лишь вид достаточного основания. Только зависимое существо может иметь причину. Бог есть его собственное достаточное основание; и он не есть причина себя. Под достаточным основанием в полном смысле слова я имею в виду адекватное объяснение существования некоторой отдельной вещи.
Рассел. Но когда это объяснение адекватно? Допустим, я хочу зажечь спичку. Вы можете сказать, что адекватное объяснение этому состоит в том, что я тру эту спичку о коробок.
Коплстон. Да, для практических целей оно пригодно. Но теоретически это лишь частичное объяснение. Адекватное объяснение должно быть в конечном счете полным объяснением, к которому нельзя ничего прибавить.

Рассел. Тогда мне остается только заметить, что вы ищете то, чего нельзя найти. И не следует ожидать, что это будет найдено.Бертран Рассел. Существование бога.
Закон достаточного основания подвергается сомнению с тех же позиций, что и принцип причинности: с точки зрения проблемы индукции (в частности, Поппером) и с точки зрения квантовых процессов.

#### Свойства первопричины или «необходимого существа»
По мнению публициста Остина Клина, аргумент не приписывает первопричине некоторых основных свойств, обычно ассоциируемых с теистическим богом, например, всеведения, всемогущества и всеблагости. Космологический аргумент, в лучшем случае, доказывает, что первопричина должна существовать.
Известный философ Майкл Мартин оспаривает богоподобность первопричины, то есть свойства, которыми, как считают сторонники аргумента, наделена первопричина. В частности, он отрицает, что создатель всегда более велик, чем создание, поскольку это подсказывает нам обыденный опыт. Например, родители могут родить и воспитать ребёнка, который станет более великим, чем родители.
Также он использует контраргумент от множественных создателей:
Должно быть очевидно, что вывод Крэйга, что одна личность создала вселенную, нелогичен. В лучшем случае, этот аргумент показывает, что одна или несколько личностей создали вселенную. Крэйг неправомерно заключил, что одна личность является создателем. Наоборот, исходя из всего, что он показывает, вытекает, что, возможно, триллионы личностей участвовали в создании.Майкл Мартин
Возможна и обратная ситуация. Как пишет философ Стивен М. Кан, «возможно, первопричина прекратила свое существование… Эта возможность не исключается космологическим аргументом».
Известный американский публицист, ведущий телепрограммы «Опыт атеиста» Мэтт Диллаханти выразил мнение о том, что никто не знает точно, какова была первопричина, а сам аргумент является скорее доказательством в пользу существования страхов людей перед неизвестным, чем доказательством в пользу существования божеств.

### Критика Юмом всех рациональных доказательств существования Бога
1. Никакое утверждение не является рационально доказуемым, если противоположное утверждение не ведет к противоречию, ибо коль скоро данное утверждение не исключает всякую другую возможность, оно не будет с необходимостью истинным.
2. Ничто из того, что воспринимается отчётливо, не ведёт к противоречию. Если бы нечто было противоречивым, оно не было бы отчётливо воспринимаемым; если бы оно было невозможным, оно не могло бы быть возможным.
3. Все, что мы мыслим существующим, мы также можем помыслить несуществующим. Существование или несуществование нельзя опровергнуть чисто концептуальным путём.
4. Следовательно, нет такой сущности, несуществование которой вело бы к противоречию.
5. Соответственно, нет такой сущности, существование которой было бы доказуемо чисто рациональным путём[80].

По существу, Юм рассуждает так, что никакое доказательство существования Бога не оказывается рационально неизбежным, поскольку всегда содержит посылки, которые с точки зрения логики можно отрицать. Заключение никогда не следует с логической необходимостью, так как посылки всегда логически допускают и другие возможности. Хотя эта критика направлена против космологического аргумента, она также применяется и для онтологического аргумента.

### Критика аргумента о верующих учёных
Аргумент о большом числе верующих учёных опровергают результаты опросов, проводимых как в начале XX века, так и позднее, согласно которым процент верующих учёных не только низок, но и сокращается с течением времени. Исследования по данной теме начались с американского психолога Джеймса Х. Леубы и его известного опроса 1914 года. Он обнаружил, что 58 % из 1000 случайно выбранных американских учёных выразили неверие или сомнение в существовании Бога, а среди «крупных» учёных неверующих оказалось почти 70 %. Для своих общих опросов он случайным образом опрашивал учёных, перечисленных в стандартном справочнике American Men of Science (AMS). Во времена Леубы редакторы AMS выделяли «крупных учёных», и он отправил свою краткую анкету случайной выборке из 400 таких учёных. Леуба повторил свой опрос в несколько иной форме в 1934 году (20 лет спустя) и обнаружил, что доля неверующих учёных увеличилась до 67 %, а среди «крупных учёных» достигла 85 %.
В 1996 году исследователи повторили опрос Леубы 1914 года и опубликовали результаты в журнале Nature. Они обнаружили мало изменений с 1914 года для американских учёных в целом: 60,7 % выразили неверие или сомнение в существовании Бога. В 1998 году исследователи воспроизвели вторую фазу опроса Леубы 1914 года, чтобы оценить веру среди «крупных» ученых, и обнаружили, что уровень веры ниже, чем когда-либо — всего 7 % респондентов. «Крупные» учёные были членами Национальной академии наук США (NAS). Опрос выявил почти всеобщее неприятие трансцендентного учёными-естественниками NAS. Неверие в Бога и бессмертие души среди биологов NAS составило 65,2 % и 69,0 % соответственно, а среди физиков NAS — 79,0 % и 76,3 %. Большинство остальных были агностиками по обоим вопросам, верующих было немного. Самый высокий процент веры был обнаружен среди математиков NAS (14,3 % в Бога, 15,0 % в бессмертие души). Самый низкий уровень веры был у биологов (5,5 % в Бога, 7,1 % в бессмертие души), а у физиков и астрономов он был немного выше (7,5 % в Бога, 7,5 % в бессмертие души). Исследователи использовали текущее издание American Men and Women of Science. AMS больше не присваивает эти звания «крупных учёных», поэтому в исследовании для Nature в качестве «крупных» учёных были выбраны члены NAS, статус, который гарантировал обозначение как «крупных» в раннем AMS. Метод создал более элитную выборку, чем метод Леубы, что может объяснить крайне низкий уровень веры среди респондентов.
Леуба объяснил более высокий уровень неверия и сомнений среди «крупных» учёных их «превосходными знаниями, пониманием и опытом». Аналогичным образом учёный Оксфордского университета Питер Эткинс прокомментировал опрос 1996 года: «Вы, очевидно, можете быть учёным и иметь религиозные убеждения. Но я не думаю, что вы можете быть настоящим учёным в самом глубоком смысле этого слова, потому что это столь чуждые друг другу категории знания».
В 2013 году аналогичное исследование было проведено среди членов Лондонского королевского общества, которых опрашивали об их вере в личного Бога, существование сверхъестественной сущности, сознание, переживающее смерть, и о том, занимают ли религия и наука непересекающиеся магистерии (англ. non-overlapping magisteria, NOMA). Подавляющее большинство членов подтвердили решительное неприятие веры в личного Бога, существование сверхъестественной сущности и жизни после смерти. По «NOMA» большинство членов не указали ни сильного несогласия, ни сильного согласия. Религиозное воспитание в детстве и возраст не имеют существенной связи с текущим отношением к религии. Научная дисциплина сыграла небольшое, но значимое влияние: биологи ещё менее склонны быть религиозными, чем физики, и с большей вероятностью ощущают конфликт между наукой и религией. В целом, большинство опрошенных указали на отсутствие веры в Бога, при этом 78,0 % категорически не согласны и только 8,1 % полностью согласны. Неверие в личного Бога было ещё сильнее; 86,6 % категорически не согласны и 5,3 % полностью согласны. Вера в сознание, переживающее смерть, на аналогичном уровне; 85,0 % категорически не согласны и 8,1 % полностью согласны.

## Аргументы против существования Бога

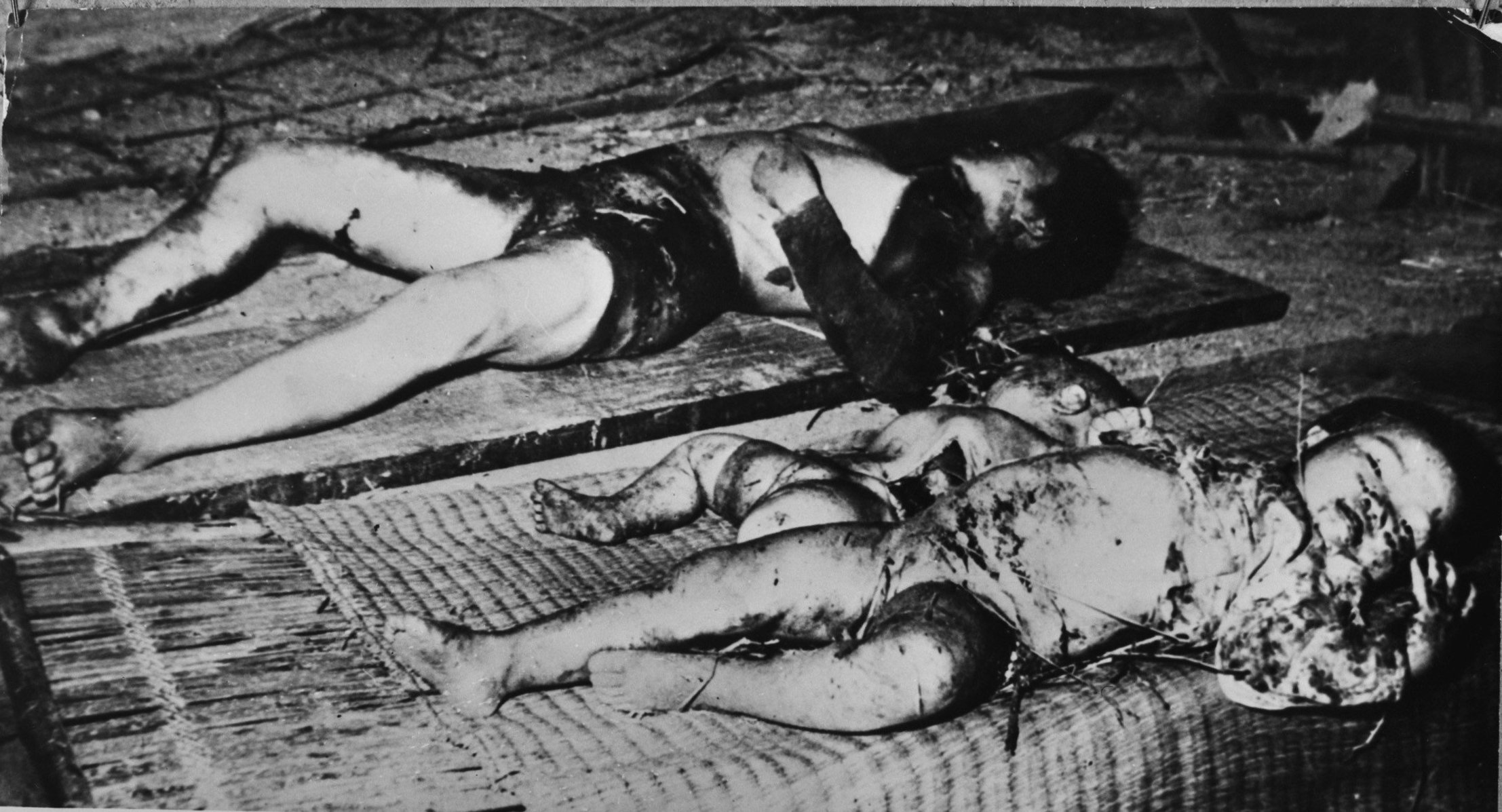
Смерть детей рассматривается как один из основных аргументов против существования всеблагого Бога (на фото дети-жертвы войны во Вьетнаме, 1969)

Аргументы против существования Бога разделяются на четыре типа:
- Эмпирические — сведения, полученные на основе опыта, практики.
- Дедуктивные — сведения, полученные чисто логическим путём из предшествующих.
- Индуктивные — когда из частных суждений выводится общее.
- Субъективные — частные (личные) свидетельства.

Целью таких аргументов является демонстрация несуществования богов, или отсутствия необходимости верить в них.

### Эмпирические
- Аргумент противоречивых откровений оспаривает существование описанного в священных писаниях Бога, находя видимые противоречия между различными писаниями, внутри одного писания или между писанием и известными фактами. Этот аргумент эффективен только против оппонентов, которые считают свои священные тексты непогрешимыми.
- Проблема существования зла: «Всезнающий, всемогущий и всеблагой Бог не совместим с миром, в котором есть зло». Теистические ответы на эту проблему называются теодицеями.
- Проблема всезлого Бога обращает внимание, что большинство аргументов в пользу существования Бога никак не раскрывают его моральных качеств, то есть нет никаких оснований считать Бога всеблагим, а не всезлым.
- Аргумент от неверия оспаривает существование всемогущего Бога, который хочет, чтобы в него верили, тем, что такой бог мог бы найти лучший способ привлечения верующих среди собственных созданий.
- Консервативный аргумент утверждает, что, так как естественные теории адекватно объясняют развитие религии и веры, то действительное существование таких сверхъестественных существ излишне до тех пор, пока оно явно не понадобится для объяснения этих феноменов (см. Бритва Оккама).
- Космологический. Почему, по его мнению, у Вселенной не могло быть создателя объясняет в документальном фильме 2011 года «Любопытство. Разве Бог создал Вселенную?» («Curiosity. Did God Create the Universe?») физик Стивен Хокинг:

Невозможно отправиться во время до Большого взрыва, потому что никакого «до Большого взрыва» не существовало. Мы наконец обнаружили нечто, у чего нет причины, потому что не было времени, в котором существовала бы эта причина. Для меня это означает невозможность существования создателя, потому что нет такого времени, в котором этот создатель мог бы существовать. Так как время появилось только в момент Большого взрыва, это событие (Большой взрыв) не могло быть создано никем и ничем. Таким образом, наука дала нам ответ, поиск которого занял более трёх тысяч лет человеческих усилий. (См. Пространство-время.)
Оригинальный текст (англ.)You can’t get to a time before the Big Bang because there was no ‘before the Big Bang’. We have finally found something that doesn’t have a cause, because there was no time for a cause to exist in. For me, this means there is no possibility of a creator because there is no time for a creator to have existed. Since time itself began at the moment of the Big Bang, it was an event that could not have been caused or created by anyone or anything. So, science has given us the answer we set out to discover, an answer that took more than 3,000 years of human endeavour.

### Дедуктивные
- Парадокс всемогущества высказывает мнение о логической противоречивости понятия всемогущего существа, основываясь на вопросах, подобных «Может ли Бог создать камень настолько тяжёлый, что он не сможет его поднять?»
- Другой аргумент предполагает противоречие между всезнанием и всемогуществом, задавая вопрос «может ли Бог передумать?».
- Аргумент от свободной воли оспаривает существование всезнающего бога, обладающего свободной волей, или наделившего ей свои создания, заявляя о взаимоисключающей природе этих двух свойств. Согласно этому доводу, если Бог знает будущее, то все действия человека обречены соответствовать этому будущему, и свободной воли у него, таким образом, нет. Другой довод добавляет, что Божья воля[англ.] в таком случае также ограничена его знанием всего, что он сделает в вечности.
- Возражение Космологическому аргументу распространяет предположение о необходимости существования создателя у всего на самого Бога («Кто создал Бога?»). Этим оспаривается заявление, что первопричиной всего является Бог, а не Вселенная («Проблема курицы и яйца»).

### Индуктивные
- Аргумент от бессмысленности утверждает, что всемогущему и всезнающему существу нет смысла что-либо делать (в частности, создавать вселенную), потому что у такого существа нет нужд, потребностей или желаний — все эти понятия субъективно присущи человеку. Таким образом, само существование вселенной противоречит существованию всемогущего Бога.
- «Историческая индукция» заключает, что раз большинство теистических религий в истории (например, древнеегипетская или древнегреческая) в конце концов стали рассматривать как ложные или ошибочные, то, по индукции, все теистические религии, включая современные — ложны или ошибочны.

### Субъективные
Как и субъективные доводы в пользу существования Бога, субъективные аргументы против сверхъестественного полагаются на частные свидетельства или предположения о религиозных откровениях.
- Довод от свидетельств очевидцев полагается на мнение современных или исторических личностей, которые не верили или выражали сильное сомнение в существовании Бога.
- Довод от противоречивых религий — разные религии по-разному описывают Бога и его предписания. Все противоречивые данные не могут быть истинными одновременно, следовательно, если не все, то многие боги не существуют.

Я утверждаю, что мы оба — атеисты. Только я верю на одного бога меньше, чем вы. Когда вы поймёте, почему вы отрицаете всех других возможных богов, вы поймете, почему я отрицаю вашего.
(Стивен Генри Робертс, историк).
Оригинальный текст (англ.)I contend that we are both atheists. I just believe in one fewer god than you do. When you understand why you dismiss all the other possible gods, you will understand why I dismiss yours.

### Прочие

#### Критика Госкина
Австралийский философ Дуглас Госкин в шутку разработал «доказательство» того, что Бога нет. Оно схоже по построению с «опровержением» Гаунилона.
1. Сотворение мира — самое замечательное достижение, какое можно представить.
2. Степень величия достижения зависит от (а) качества самого достижения и (б) возможностей творца.
3. Чем больше ограниченность (и меньше возможности) творца, тем чудеснее выглядит выдающийся результат.
4. Творец обладает наименьшими возможностями, если он не существует.
5. Следовательно, если предположить, что Вселенная — творение существующего творца, мы можем представить в разуме ещё более совершенное создание — а именно сотворившего всё несуществующего творца.
6. Таким образом, существующий Бог не будет существом, совершеннее которого невозможно представить, потому что несуществующий бог будет ещё более совершенным и могущественным.
7. Бога нет.

#### Боинг-747 к полёту готов
Аргумент о невероятности существования Бога. Ричард Докинз вынес его на рассмотрение в главе 4 «Почему Бога почти наверняка нет» своей книги «Бог как иллюзия». По его словам, аргумент показывает почему дарвиновский естественный отбор — это единственное известное решение загадки появления информации, которую по-другому объяснить нельзя.

#### Парадокс всемогущества
(Парадокс потому, что допущено логическое противоречие, бесконечному присваиваются конечные свойства).
Семейство связанных парадоксов, имеющих отношение к вопросу о том, что может сделать всемогущее существо, в особенности может ли существо, которое в состоянии выполнить любое действие, сделать что-то, что ограничило бы его способность выполнять эти действия.

#### Теологический антикогнитивизм
Идея, что язык религий, например, такое слово, как «Бог», не несёт когнитивного смысла. Исходя из этой позиции, можно прийти к заключению, что религиозный язык не имеет смысла, поскольку он не поддаётся проверке.

#### Эвгемеризм
Герменевтическая теория толкования мифов, согласно которой религия возникла из культа умерших или живущих «великих людей».

#### Опровержение существования Бога с помощьюматематической логики
Курт Гёдель математически доказывал существование Бога в рамках модальной логики. Его аргумент по сути тождественен онтологическому (см. выше).

#### Мнение Стивена Джей Гулда
Такое мифологическое явление как — бог, и все основывающиеся на этом явлении понятия (душа, дух, рай, ад и т. д.), в принципе не являются гипотезой. И не могут быть использованы в роли аргумента, в любой научной или светской беседе, с целью опровержения научно обоснованных гипотез или уж тем более теорий. Ввиду того, что гипотеза существования бога или богов, не отвечает критерию Поппера, так как не имеет и не предполагает собой возможности её проверки научным методом. Вследствие чего, любые рассуждения о существовании бога, и всех строящихся на этом существовании понятий, не являются научными, а входят в разряд слухов, сказок, домыслов и т. д.